# Malojapass
Przełęcz Maloja (wł. Passo del Maloja, niem. Malojapass, romansz Malögia; 1815 m n.p.m.) – alpejska przełęcz w Szwajcarii, na trasie z włoskiej miejscowości Chiavenna do szwajcarskiej Silvaplany w kantonie Gryzonia.

## Położenie
Leży w Alpach Retyckich. Rozdziela pasmo Albula (na północy) od pasma Berniny (na południu). Od północnego zachodu nad przełęczą wznosi się Piz Lunghin (2780 m n.p.m.), zaś od południowego wschodu La Margneta (2789 m n.p.m.).
Przełęcz stanowi przejście z Val Bregaglia na południowym zachodzie do Engadyny w górnej dolinie Innu na północnym wschodzie. Grzbietem przez przełęcz biegnie dział wód między zlewiskami Adriatyku i Morza Czarnego. Wody spływające na południowy zachód trafiają do rzeki Mera w dorzeczu Padu (Morze Adriatyckie), natomiast spływające ne północny wschód - do Innu w dorzeczu Dunaju (Morze Czarne).
Morfologia przełęczy jest wyraźnie niesymetryczna: w kierunku południowo-zachodnim ku Val Bregaglia stoki opadają ok. 250 m stromo, często skalistymi zerwami, aż na dno doliny, a pokonująca je droga biegnie licznymi zakosami, natomiast w kierunku przeciwnym obniżają się łagodnie szeroką doliną, wypełnioną jeziorami, ku Górnej Engadynie.
Trasa z Chiavenna do Silvaplana – odległości i położenie n.p.m.:
- 0 km Chiavenna 333 m
- 10 km Castasegna 696 m (granica włosko-szwajcarska)
- 13 km Promontogno 802 m
- 16 km Stampa 994 m
- 18 km Borgonovo 1029 m
- 19 km Vicosoprano 1065 m
- 27 km Casaccia 1458 m
- 32 km przełęcz Maloja 1815 m
- 33 km Maloja 1809 m
- 40 km Sils/Segl 1798 m
- 44 km Silvaplana 1802 m

## Galeria

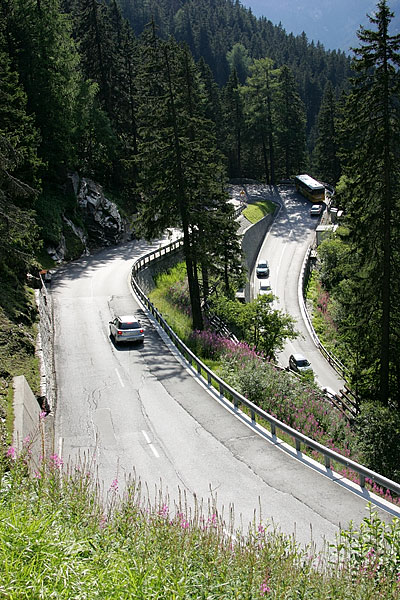
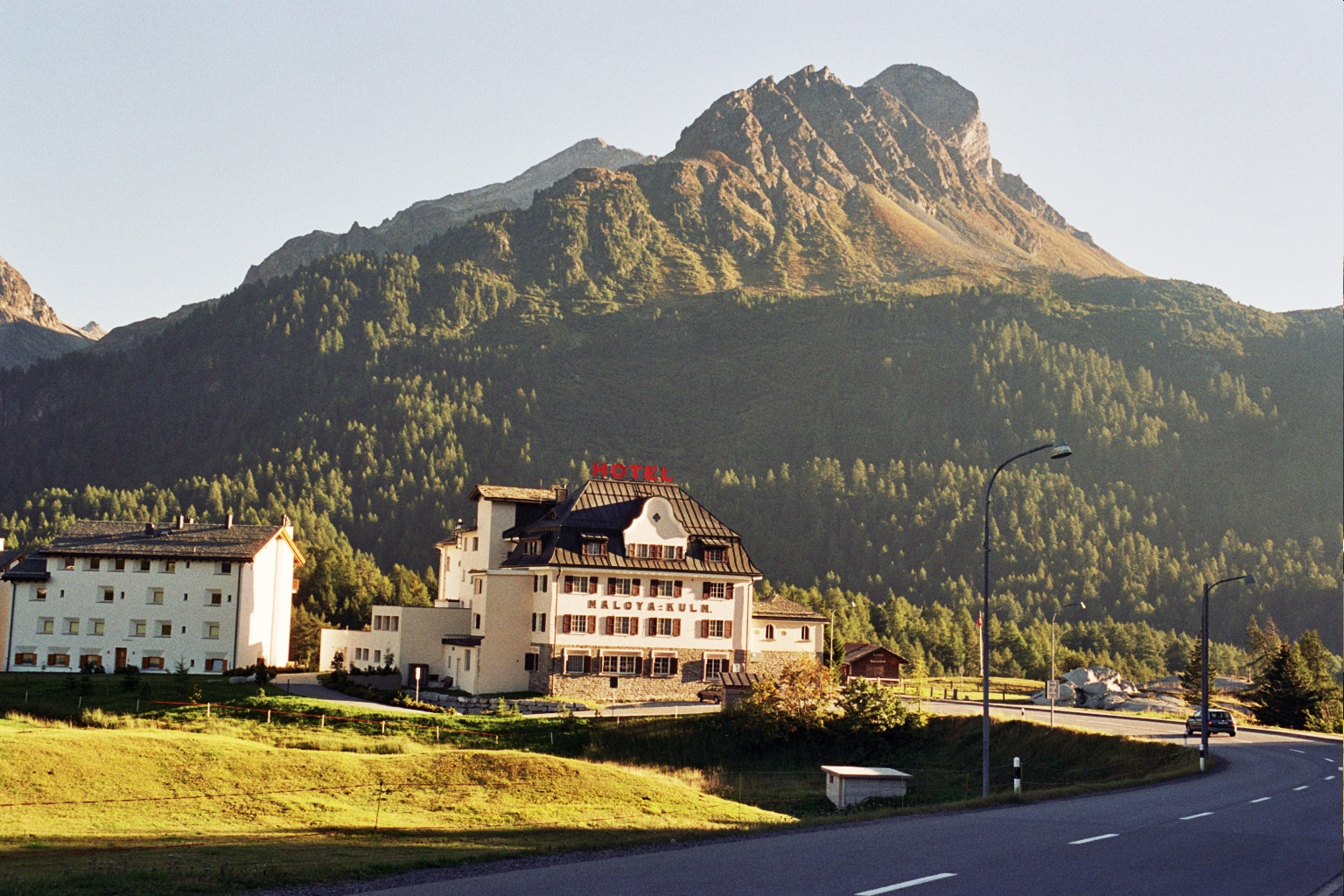
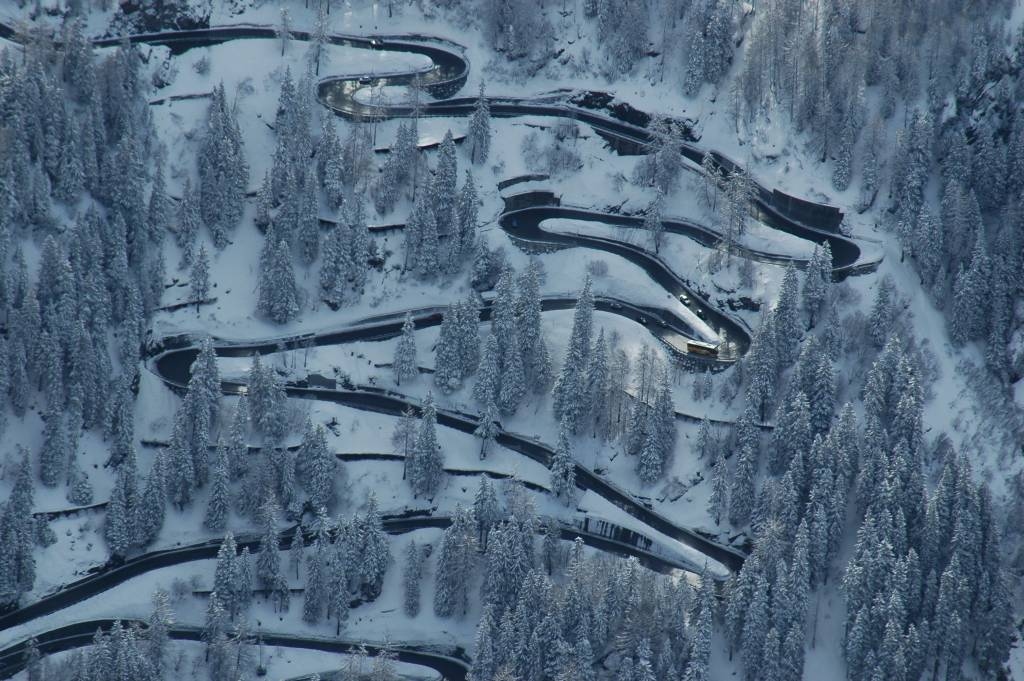
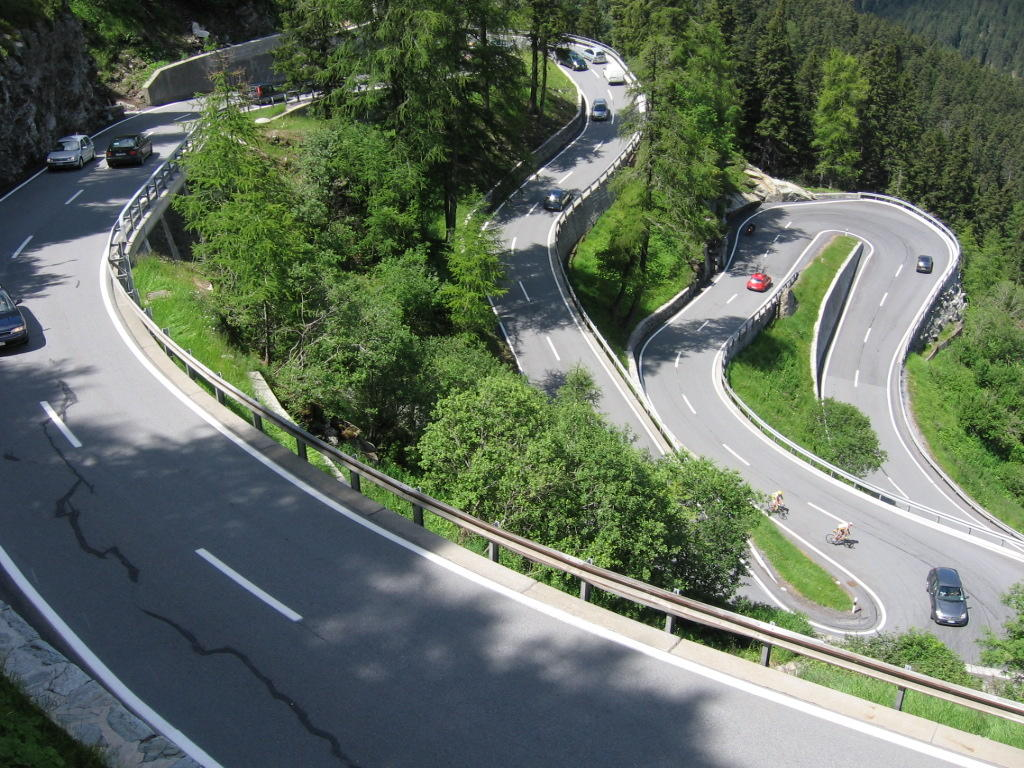